# 萨夫拉广场

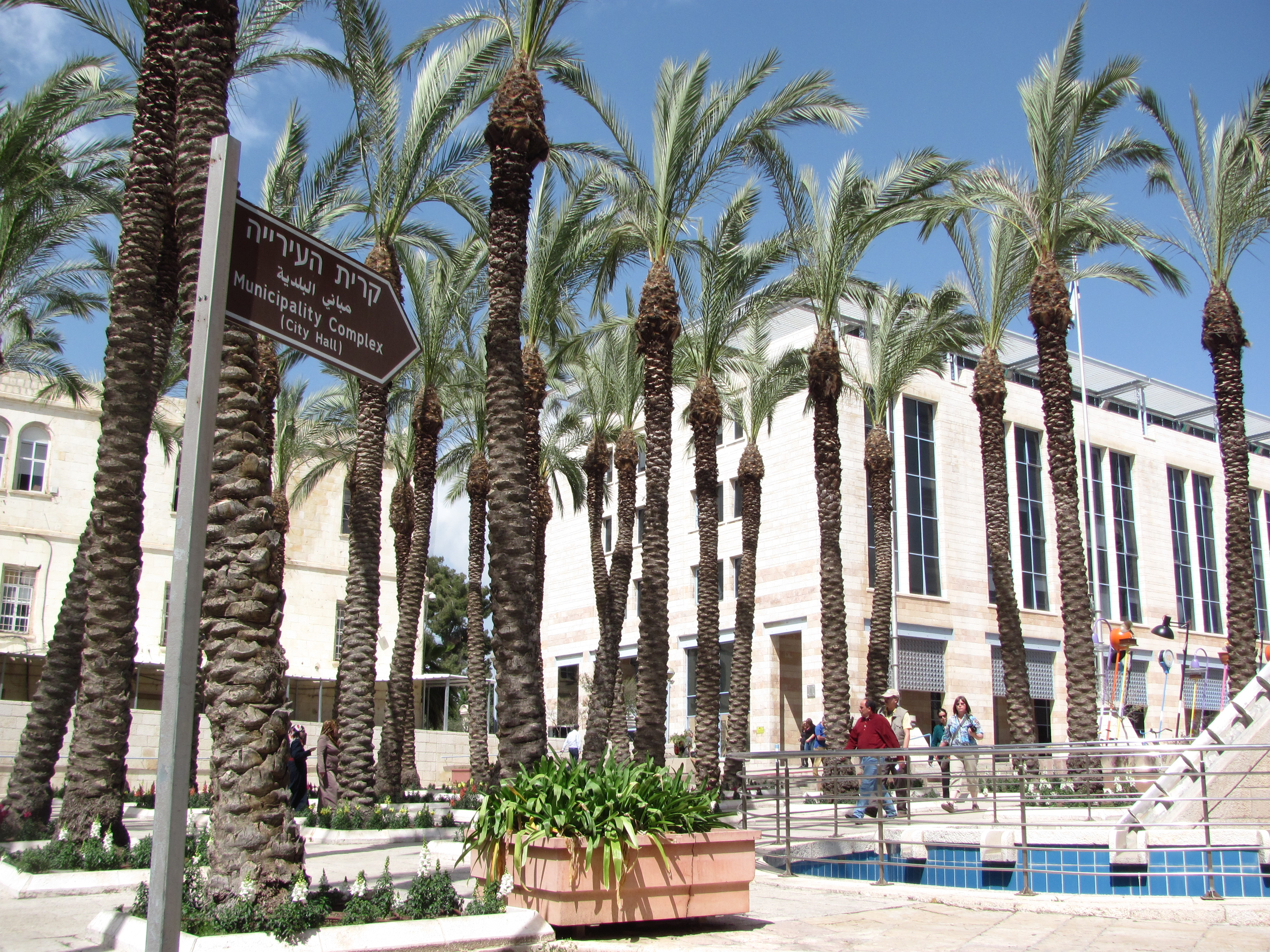

萨夫拉广场（希伯來語：‎, Kikar Safra）是耶路撒冷的市政厅所在地，得名于黎巴嫩犹太慈善家埃德蒙·萨夫拉的父母雅各·萨夫拉和以斯帖·萨夫拉。建设始于1988年，在1993年完成。萨夫拉广场在雅法路东端，东到以色列十二支派街，与以色列国防军广场和耶路撒冷老城的城墙形成一个三角形。俄国大院的一些历史建筑进行了修复，并纳入市政厅建筑群。
萨夫拉广场，棕榈树，并在后台市政府大道，右]。

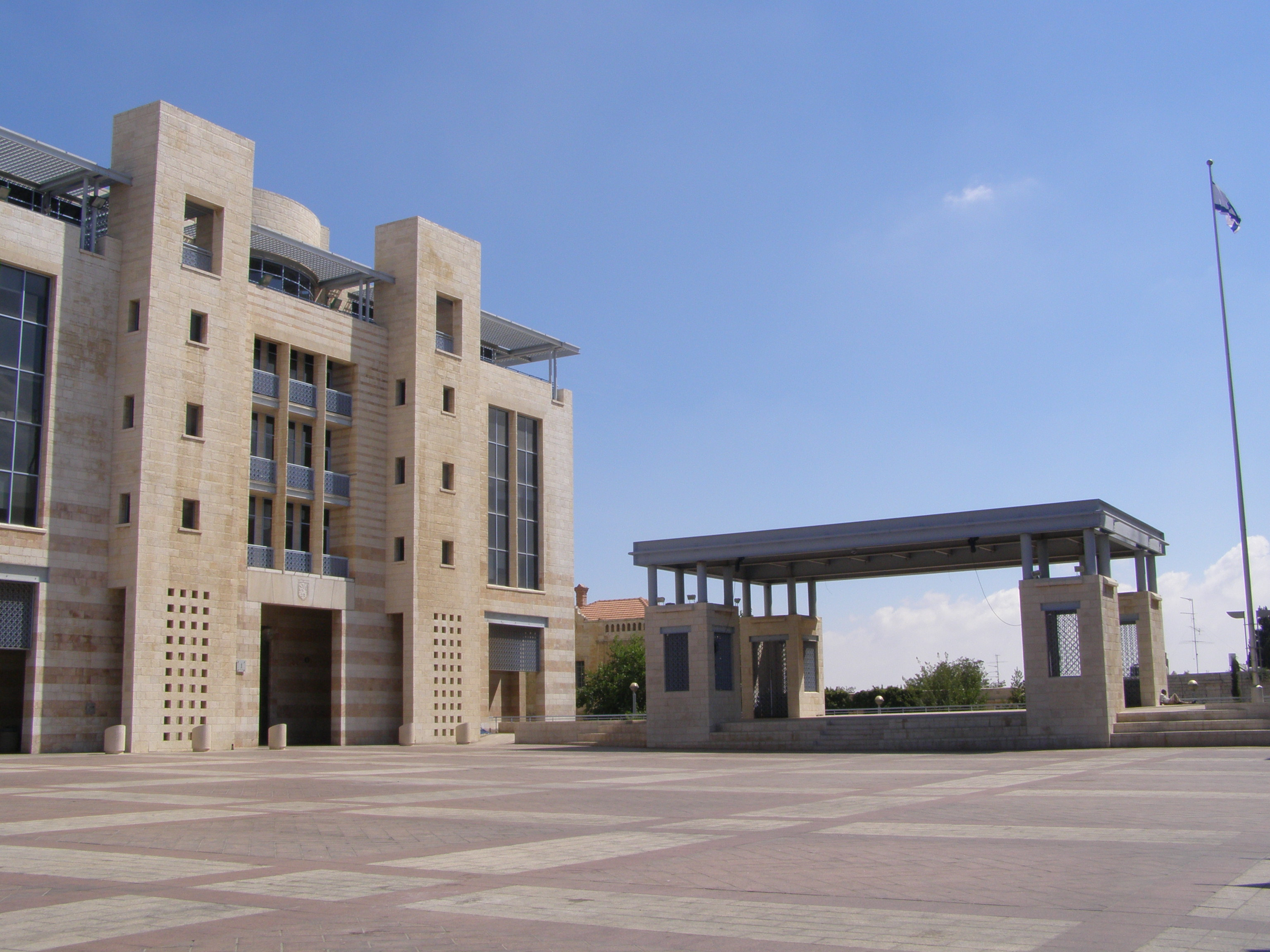
耶路撒冷市政厅

市政厅的位置，位于西耶路撒冷和东耶路撒冷之间的接缝线，被选为服务耶路撒冷所有居民的象征。

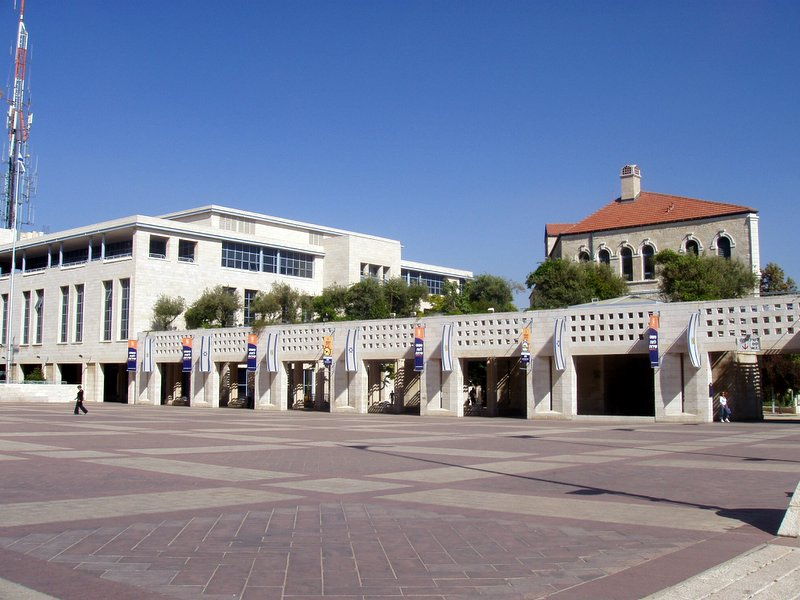
萨夫拉广场

## 历史
耶路撒冷历史市政厅大楼由英国人建于1930年，英国托管期间。随着城市成长，需要提供更现代化和多样化的服务。市政府决定建造一座建筑，容纳耶路撒冷的地方政府。经过漫长的审议，选中当前位置，但是需要保留大量具有历史和文化意义的19世纪建筑物。
通往雅法路的台阶旁有48棵棕榈树，故名棕榈广场（希伯来语：רחבתדקלים）。耶路撒冷的象征狮子像也装点广场。

## 公共艺术

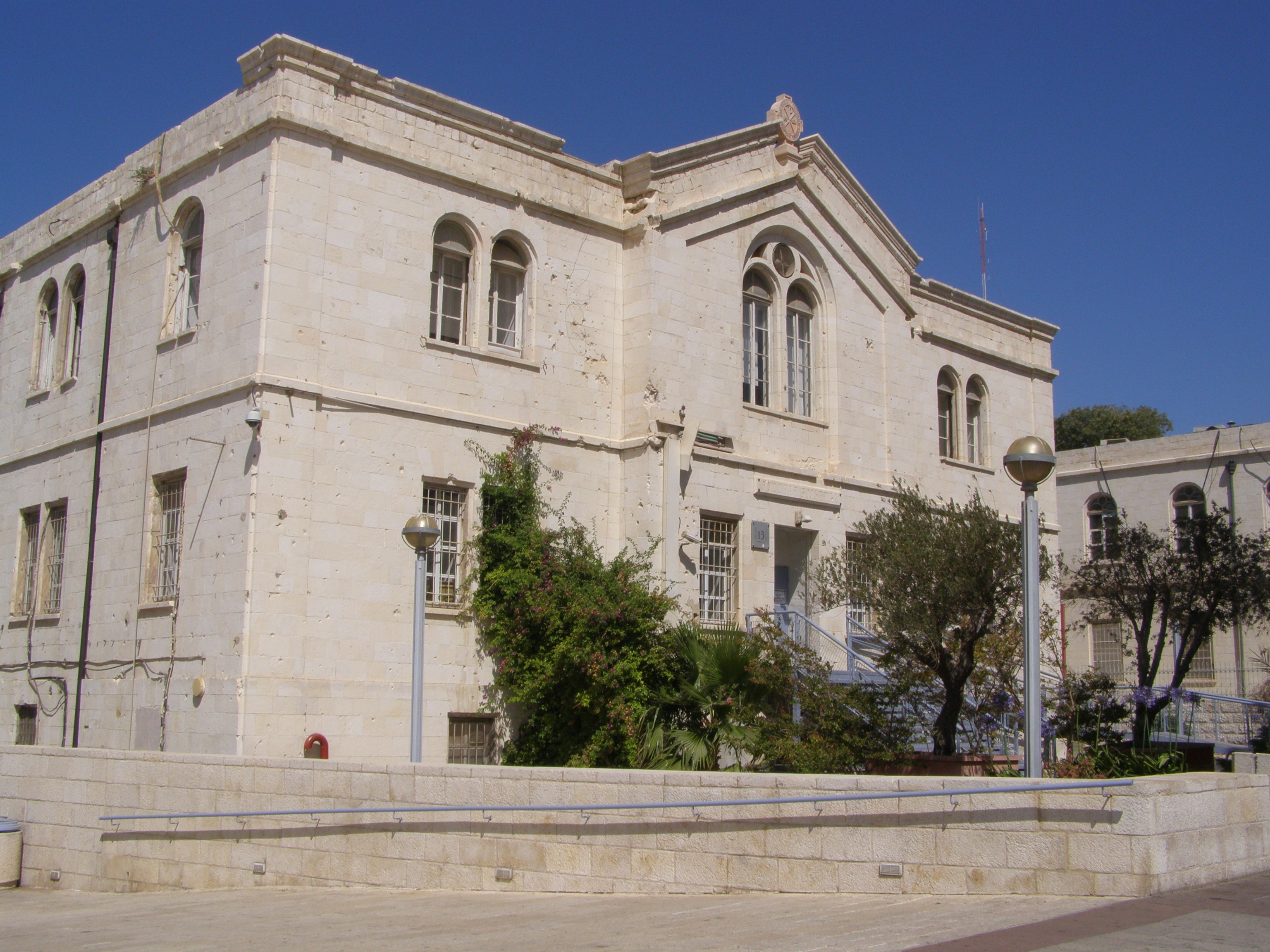
俄国大院

入口处的但以理花园得名于耶路撒冷市长但以理·奥斯特。花园里有几件艺术品：雕塑阿基米德式螺旋抽水机；罗伊·利希滕斯坦捐赠的纪念遇刺的总理伊扎克·拉宾的雕塑；和耶路撒冷雕塑家亚伯拉罕·奥菲克的“献以撒”。

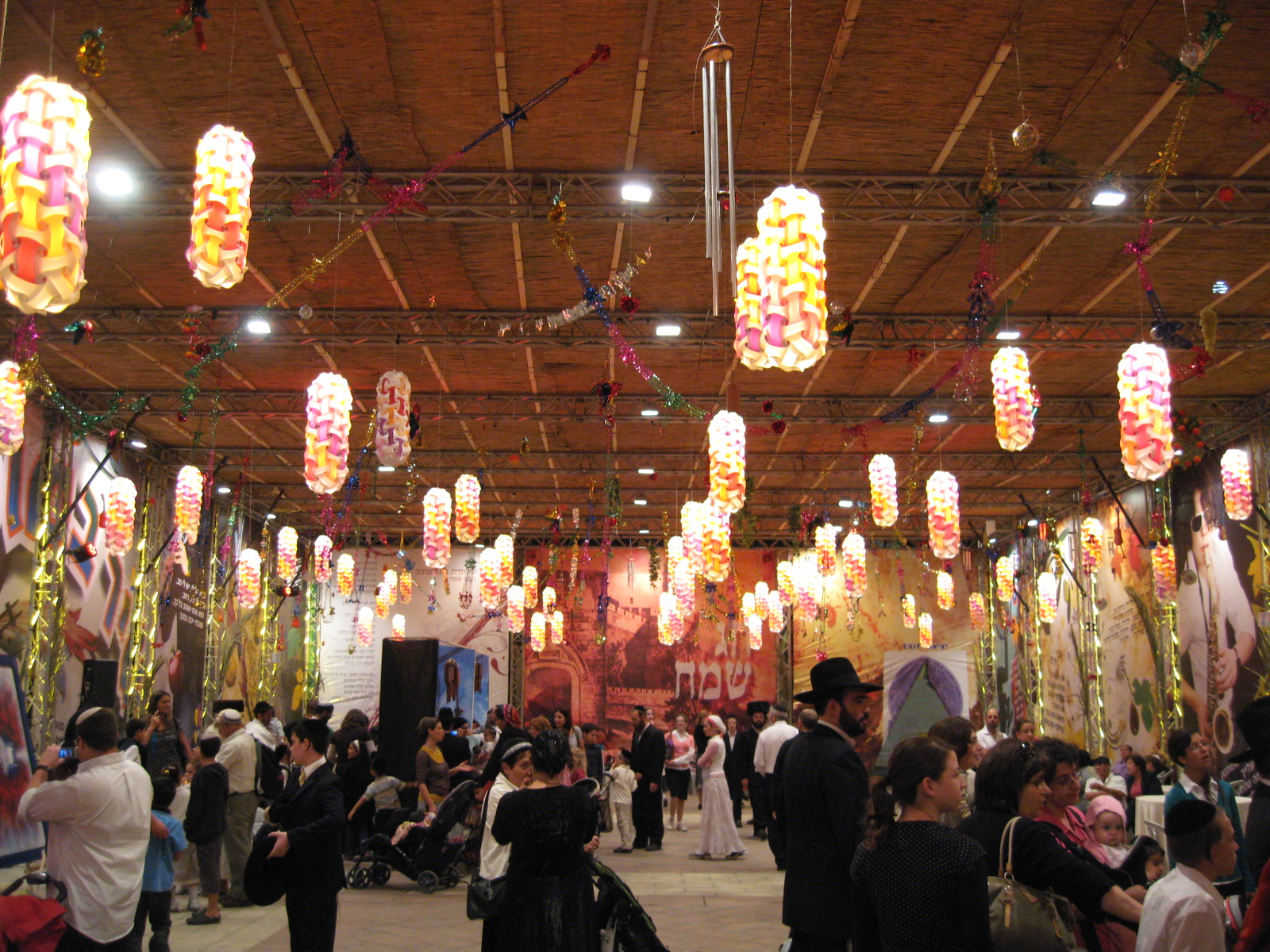
公共苏克棚，2009年

萨夫拉广场举办了联合巴迪熊展览，分别由不同的艺术家设计